# 한일고등학교
한일고등학교(韓一高等學校)는 대한민국 충청남도 공주시 정안면 광정리에 있는 사립 고등학교이다.

## 학교 연혁
- 1985년 7월 : 학교법인 한일학원 설립
- 1985년 7월 : 초대 한조해 이사장 취임
- 1987년 2월 : 본관, 도서관(국사당) 교사 준공
- 1987년 3월 : 한일고등학교 개교(학년당 4학급)
- 1987년 3월 : 초대 유종선 교장 취임
- 1987년 3월 : 제1회 신입생 입학
- 1987년 9월 : 기숙사(현제관) A동 개관
- 1988년 3월 : 교실동(구작관) 준공
- 1990년 2월 : 제1회 졸업(187명)
- 1995년 7월 : 한동현 이사장 취임
- 2002년 5월 : 체육관(무성관) 준공
- 2003년 12월 : 기숙사(현제관) C동 개관
- 2011년 9월 : 운동장 인조잔디 준공
- 2018년 12월 : 제30회 졸업(졸업생 총수 5,404명)
- 2020년 2월 : 제31회 졸업
- 2020년 3월 : 2020학년도 신입생 입학(131명)
- 2021년 3월 : 교과교실제 운영학교 지정
- 2022년 3월 : 제10대 김영의 교장 취임
- 2023년 3월 : 자율학교 재지정
- 2023년 4월 : 급식실 리모델링

## 갤러리

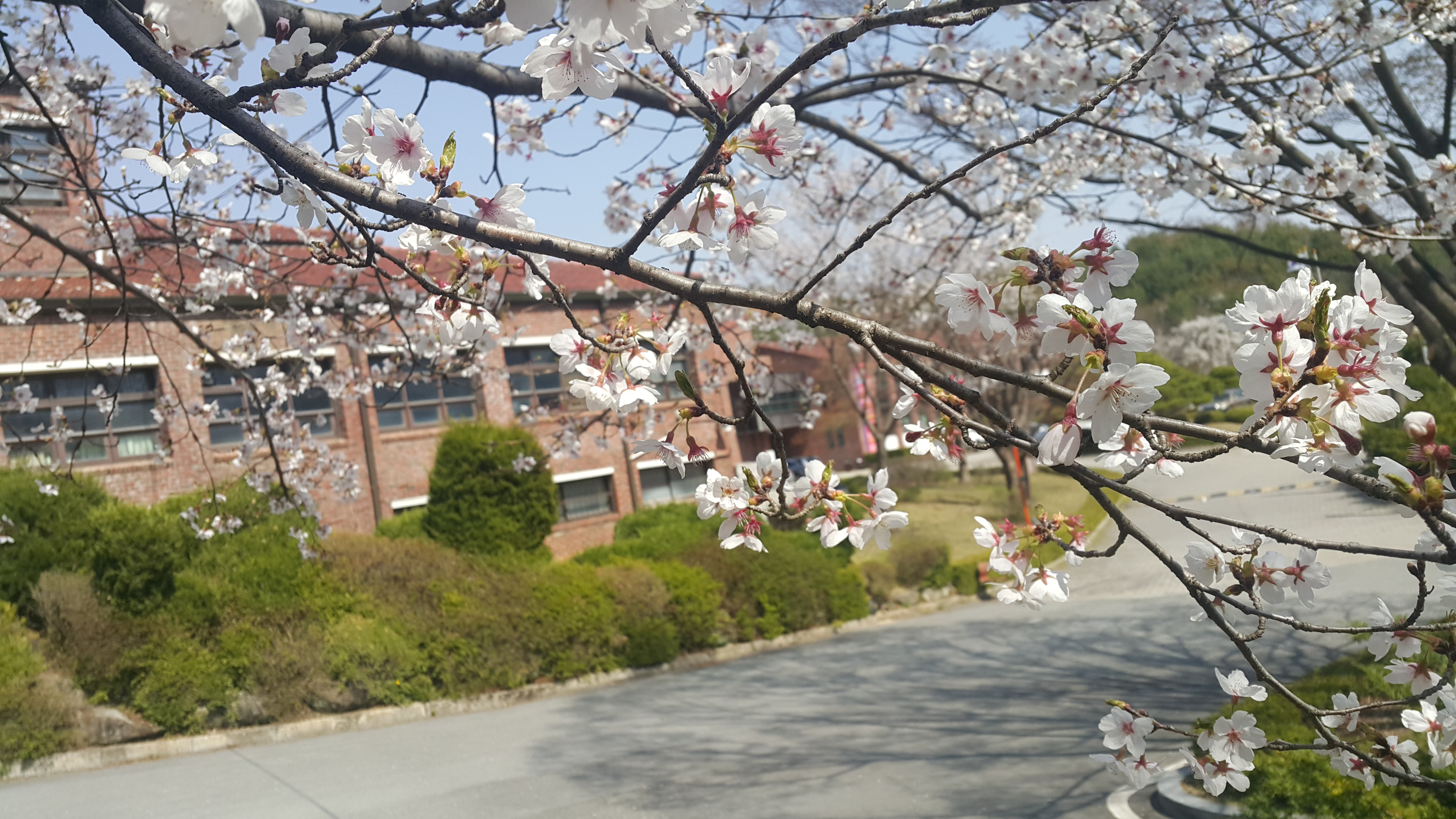
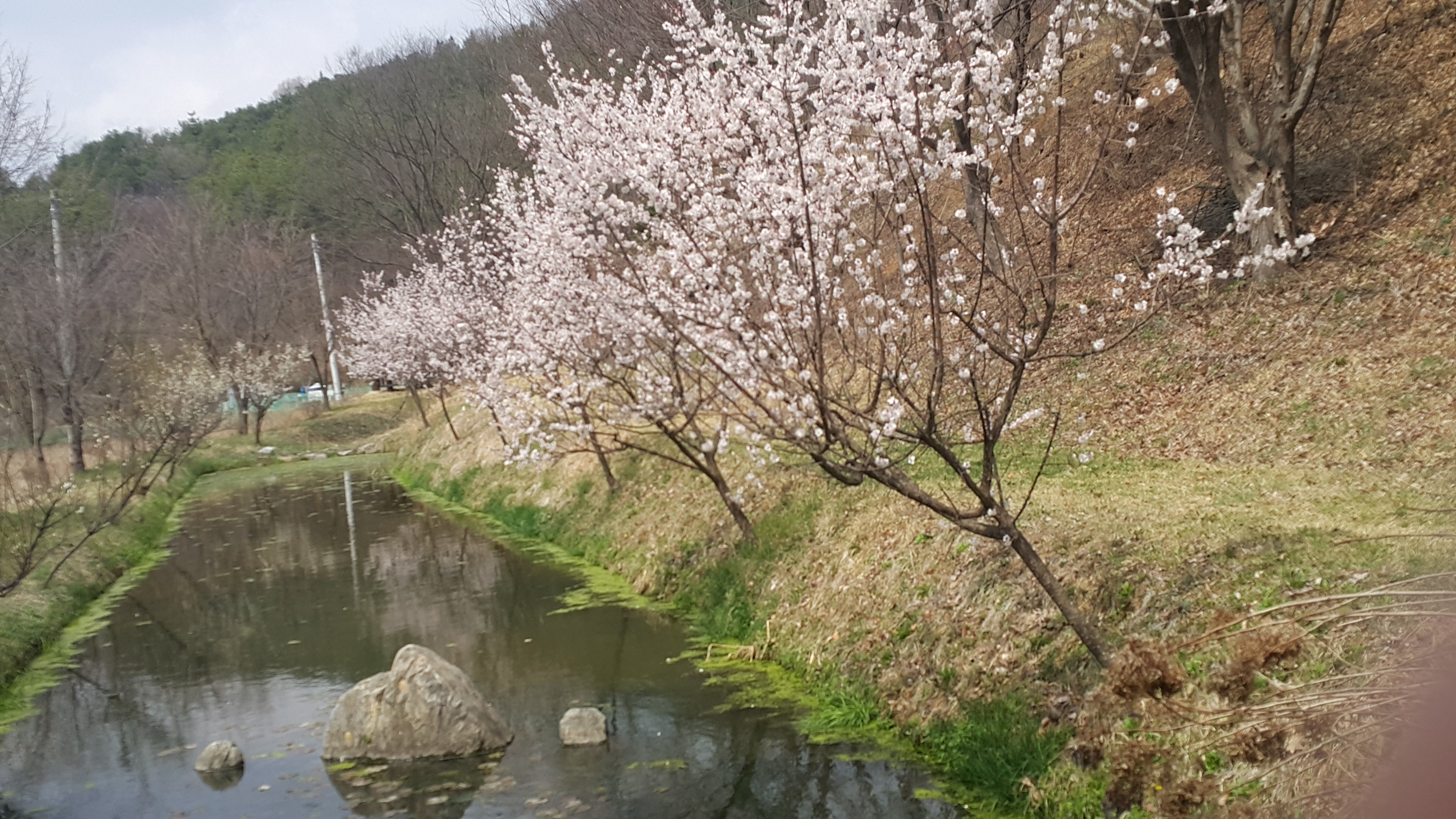
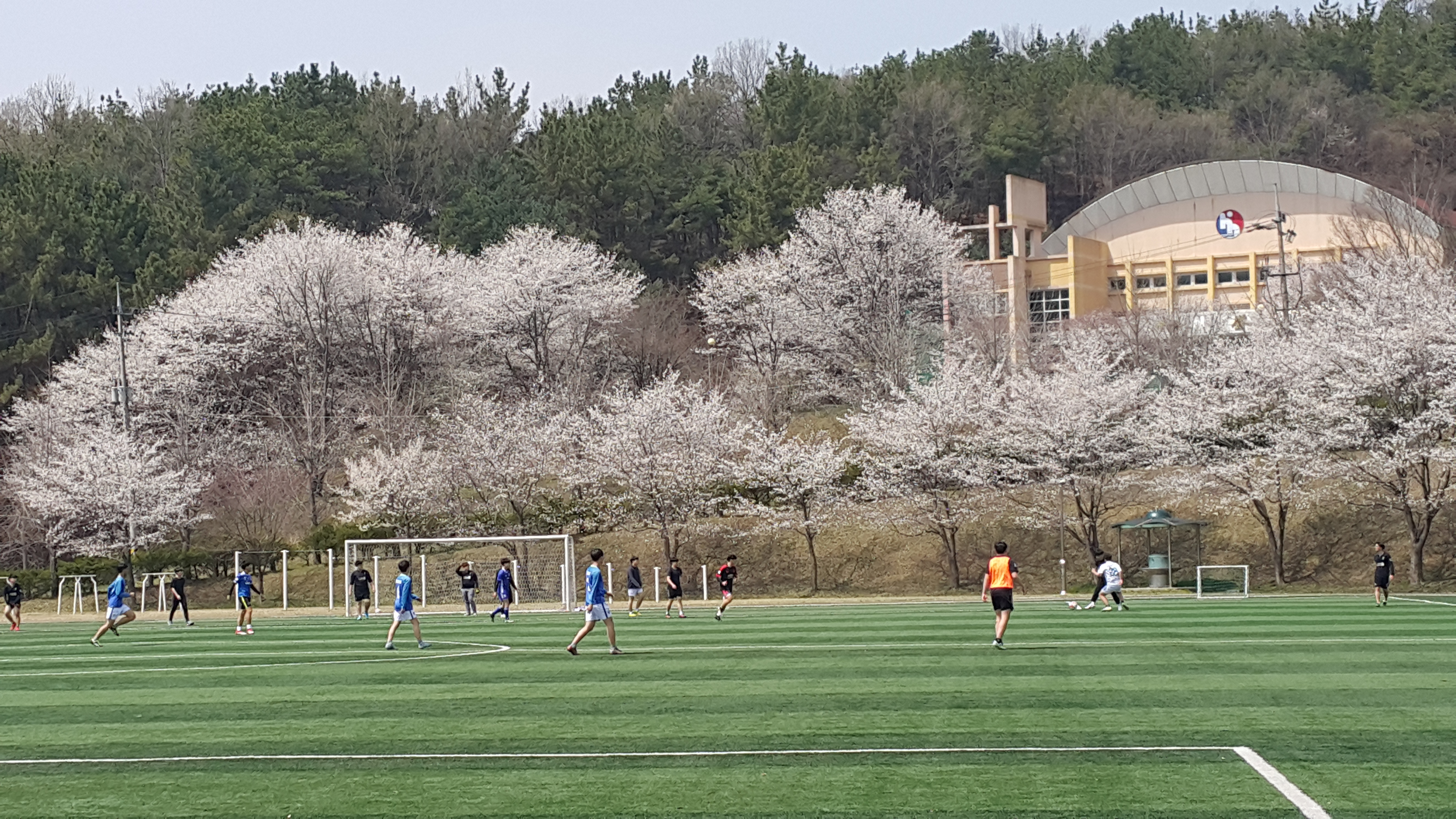
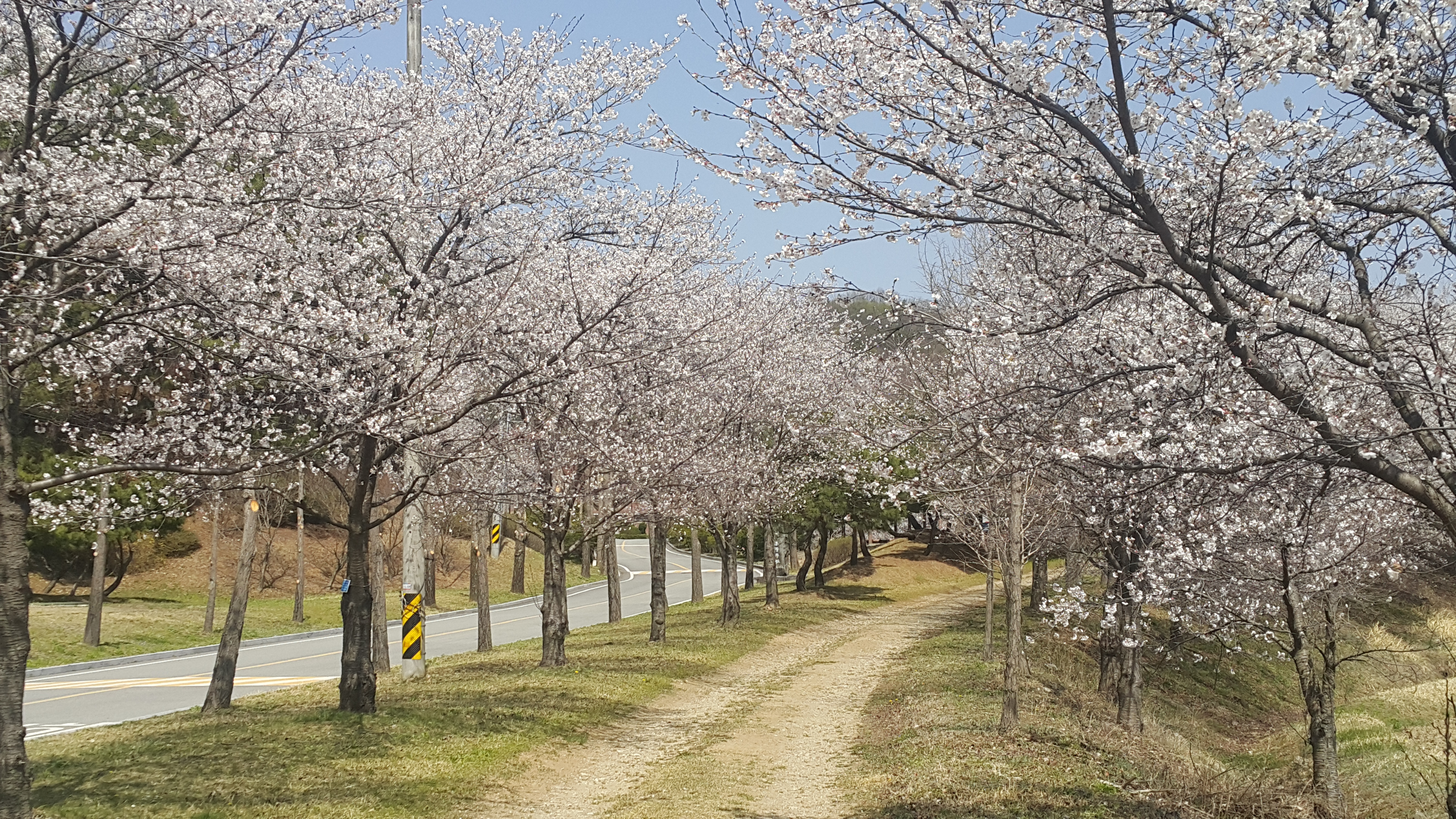
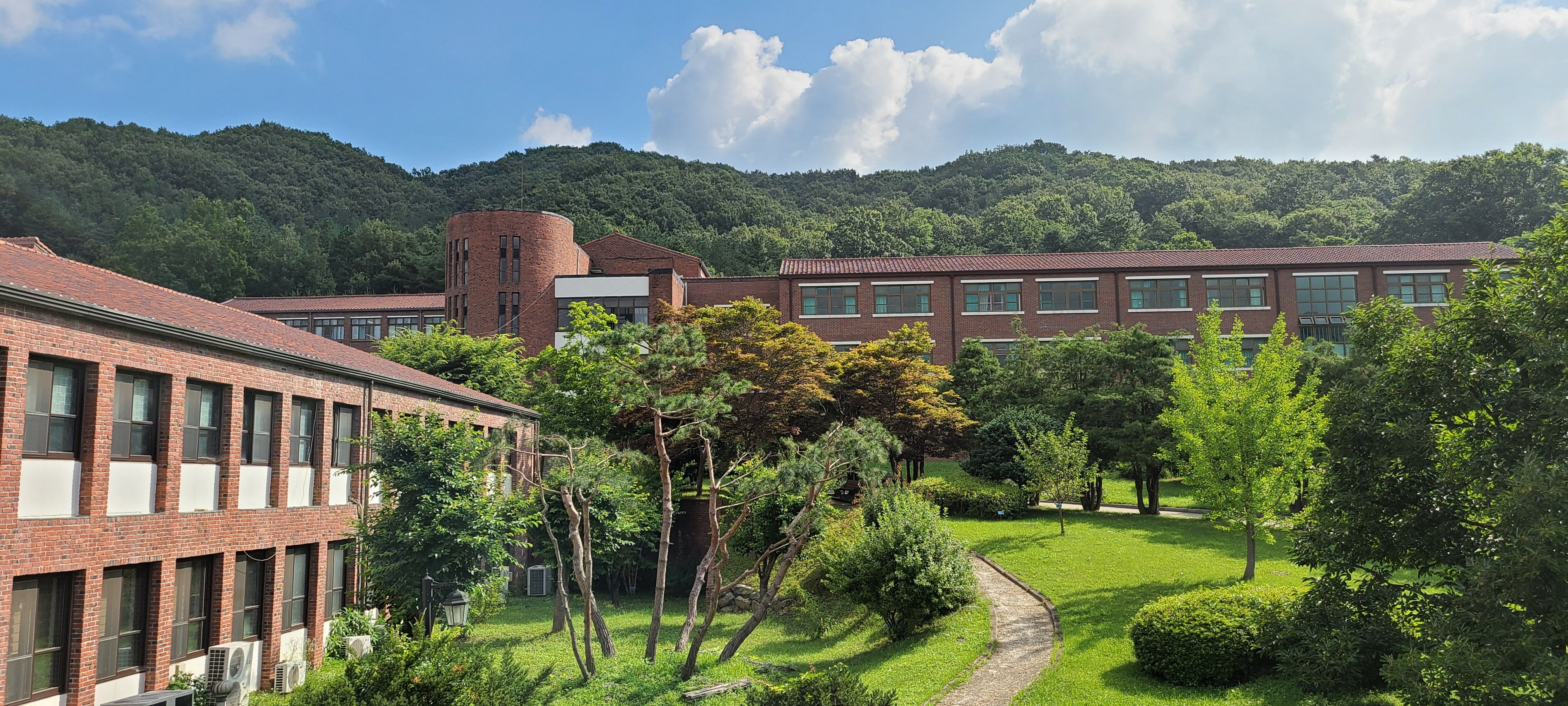
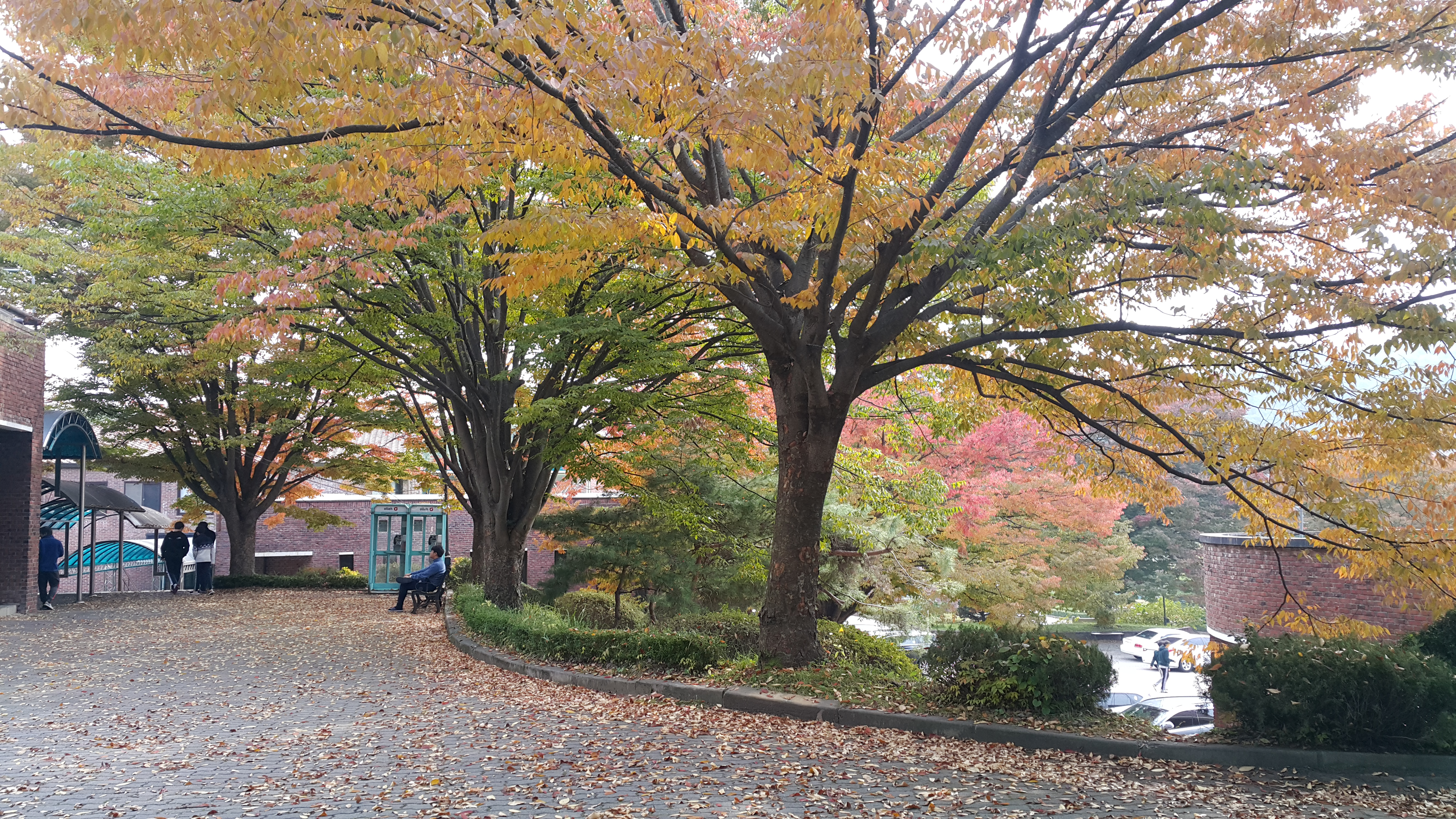
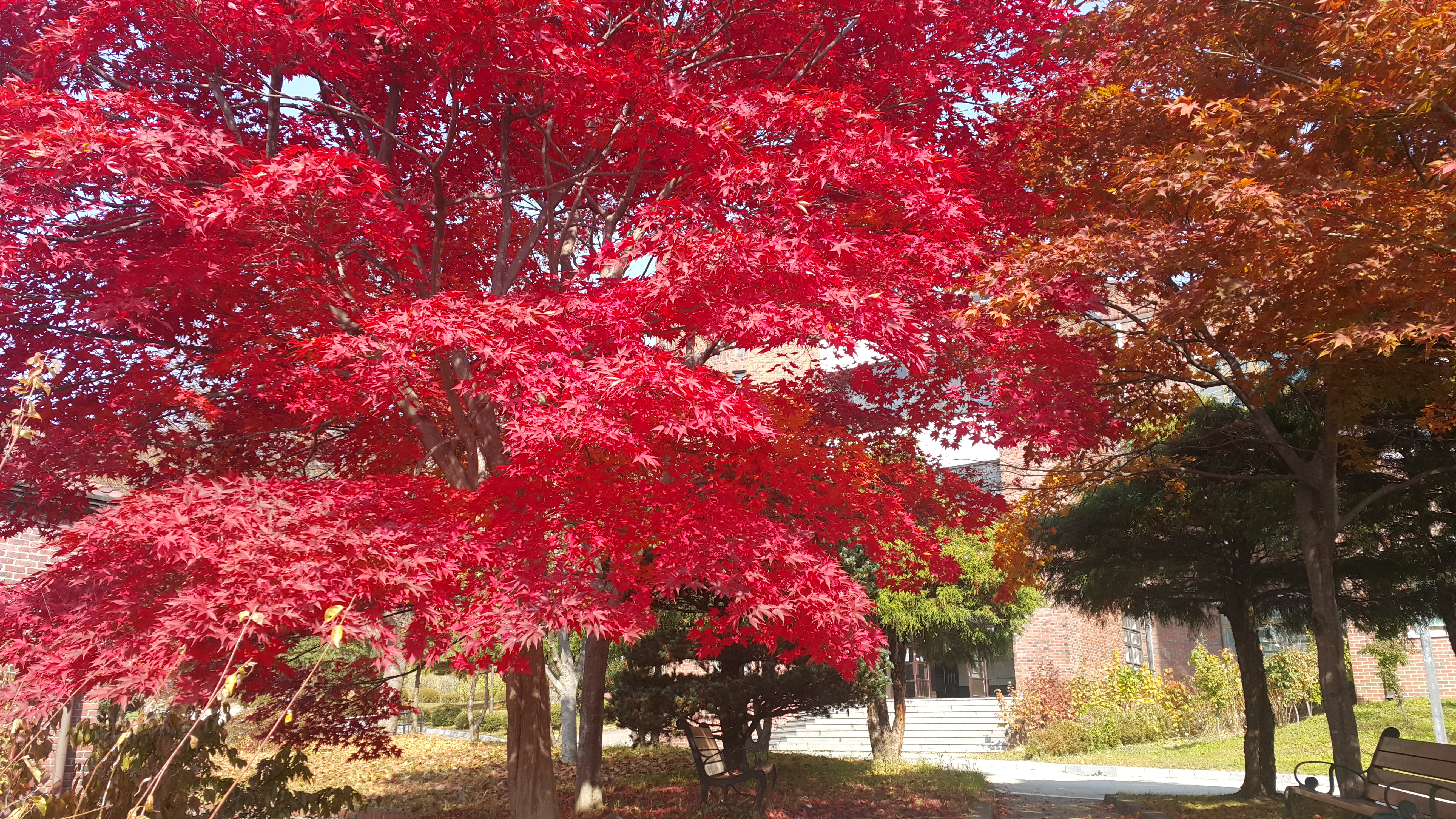
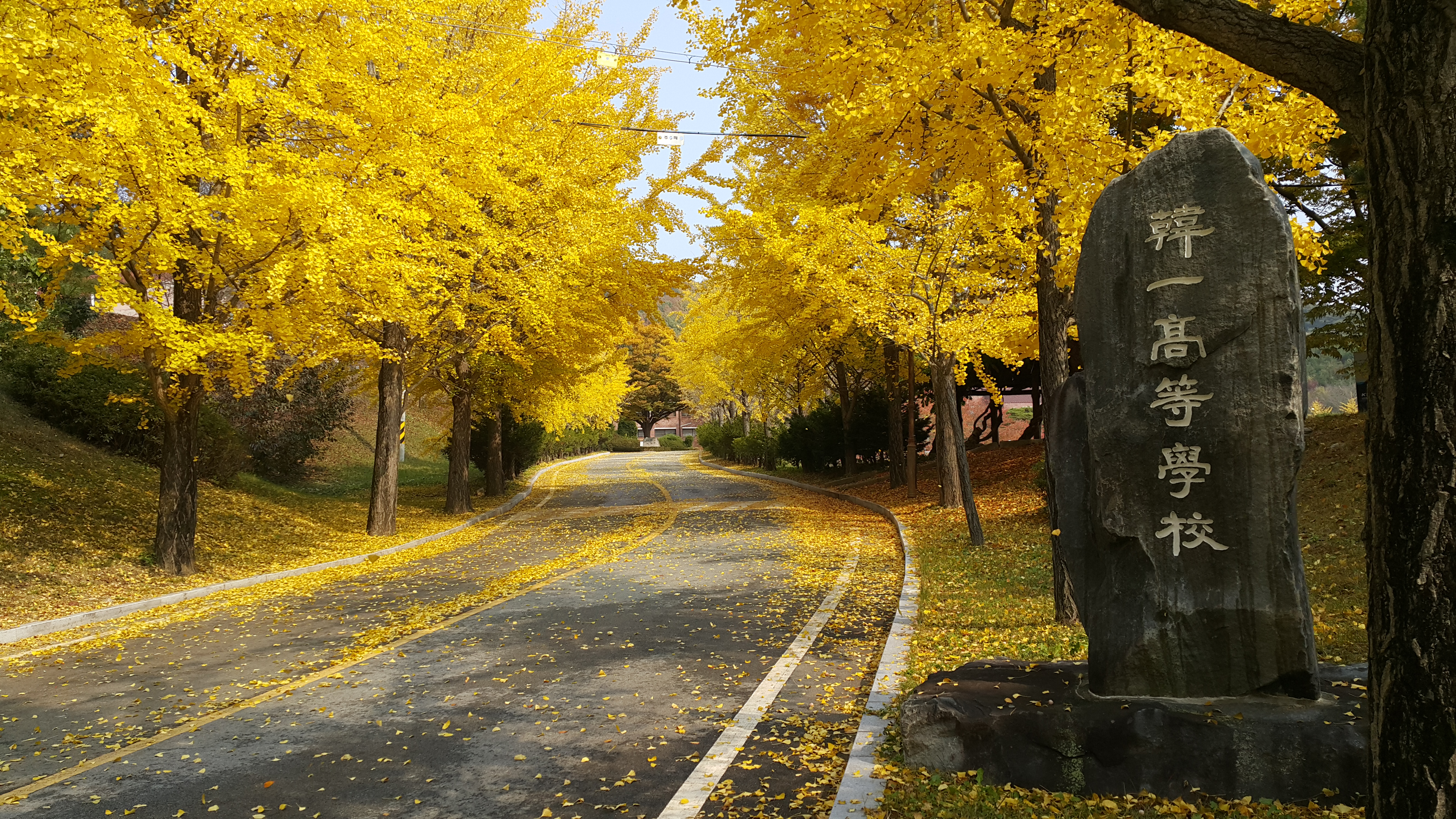
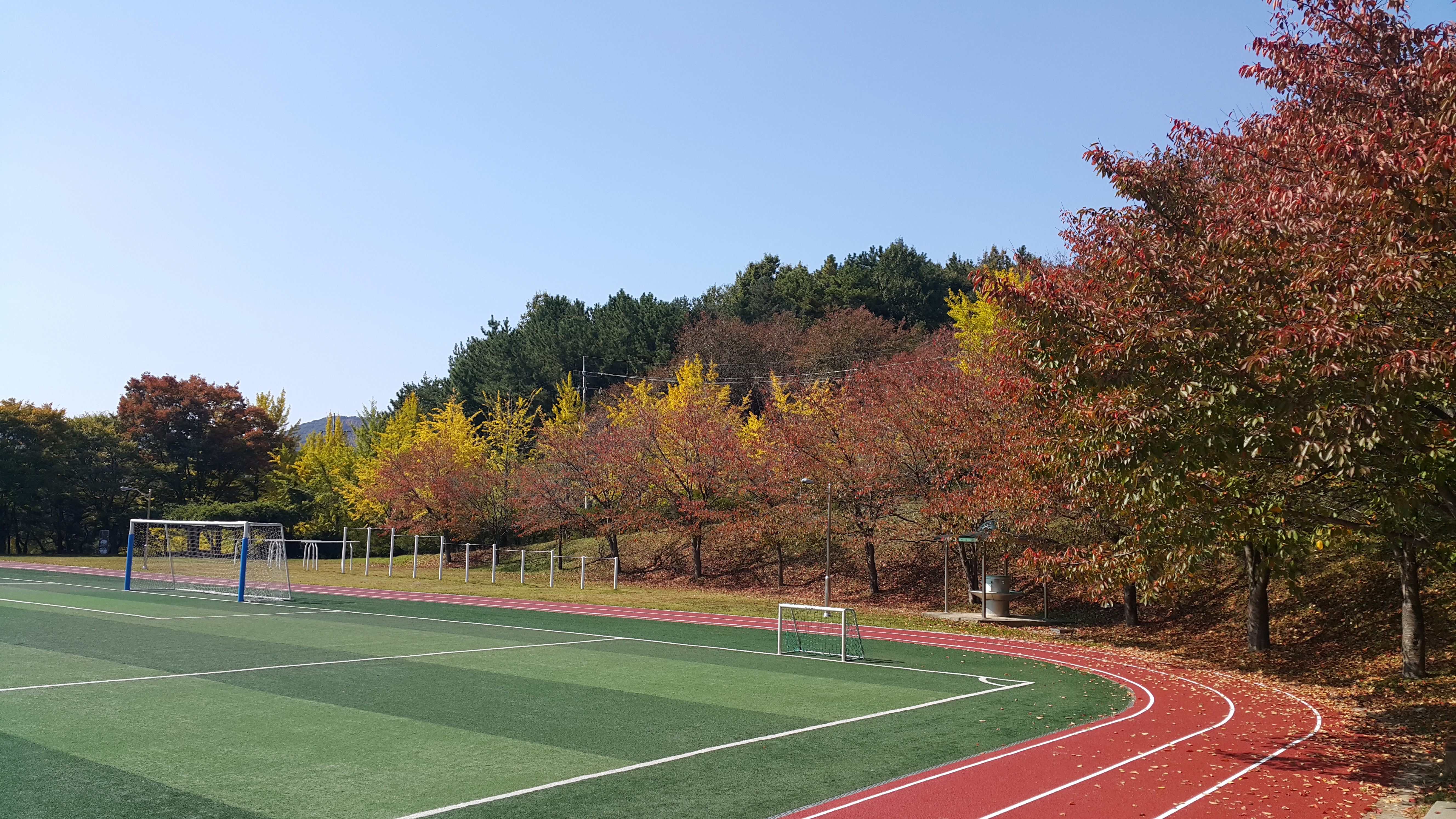
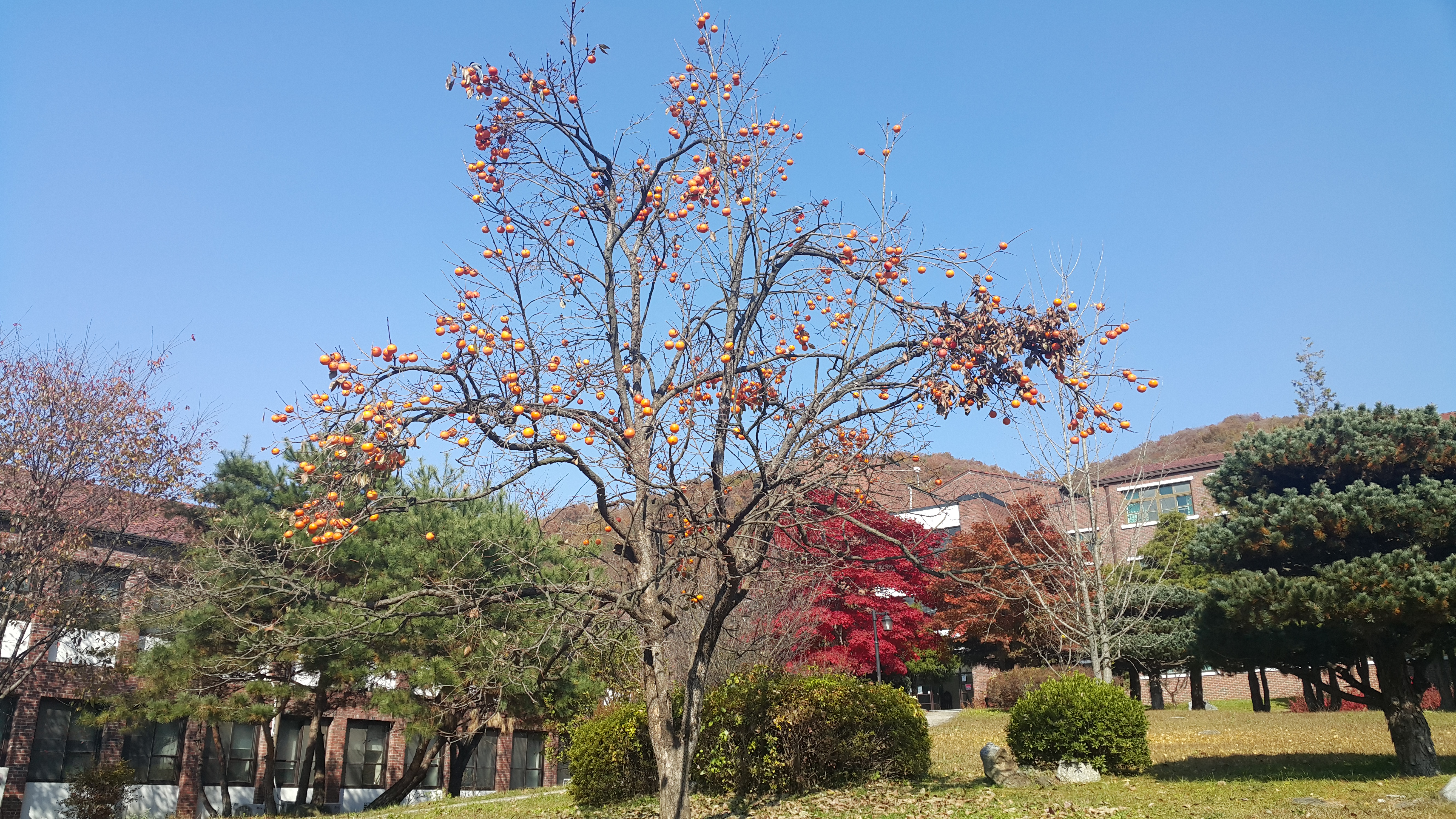
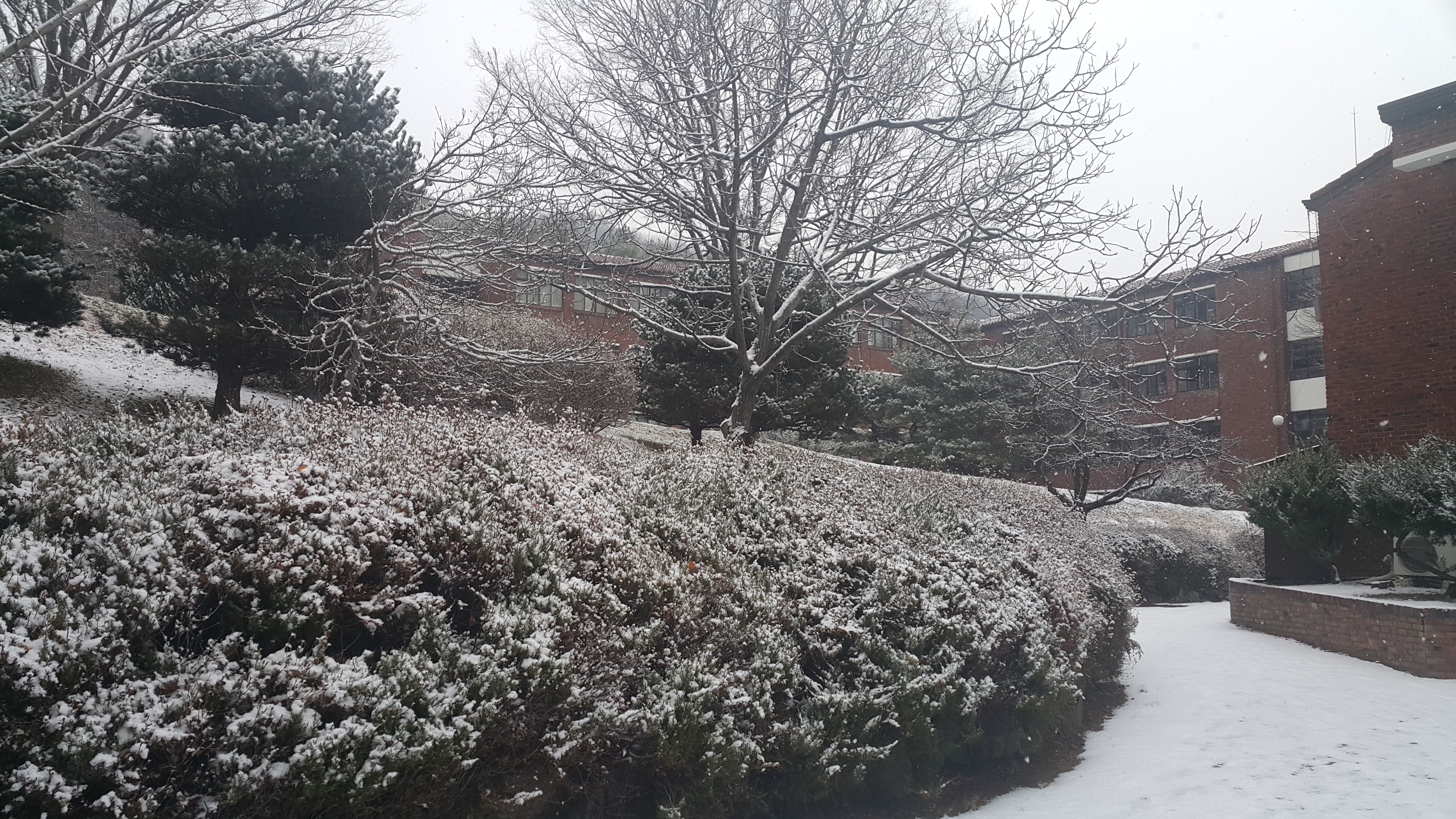
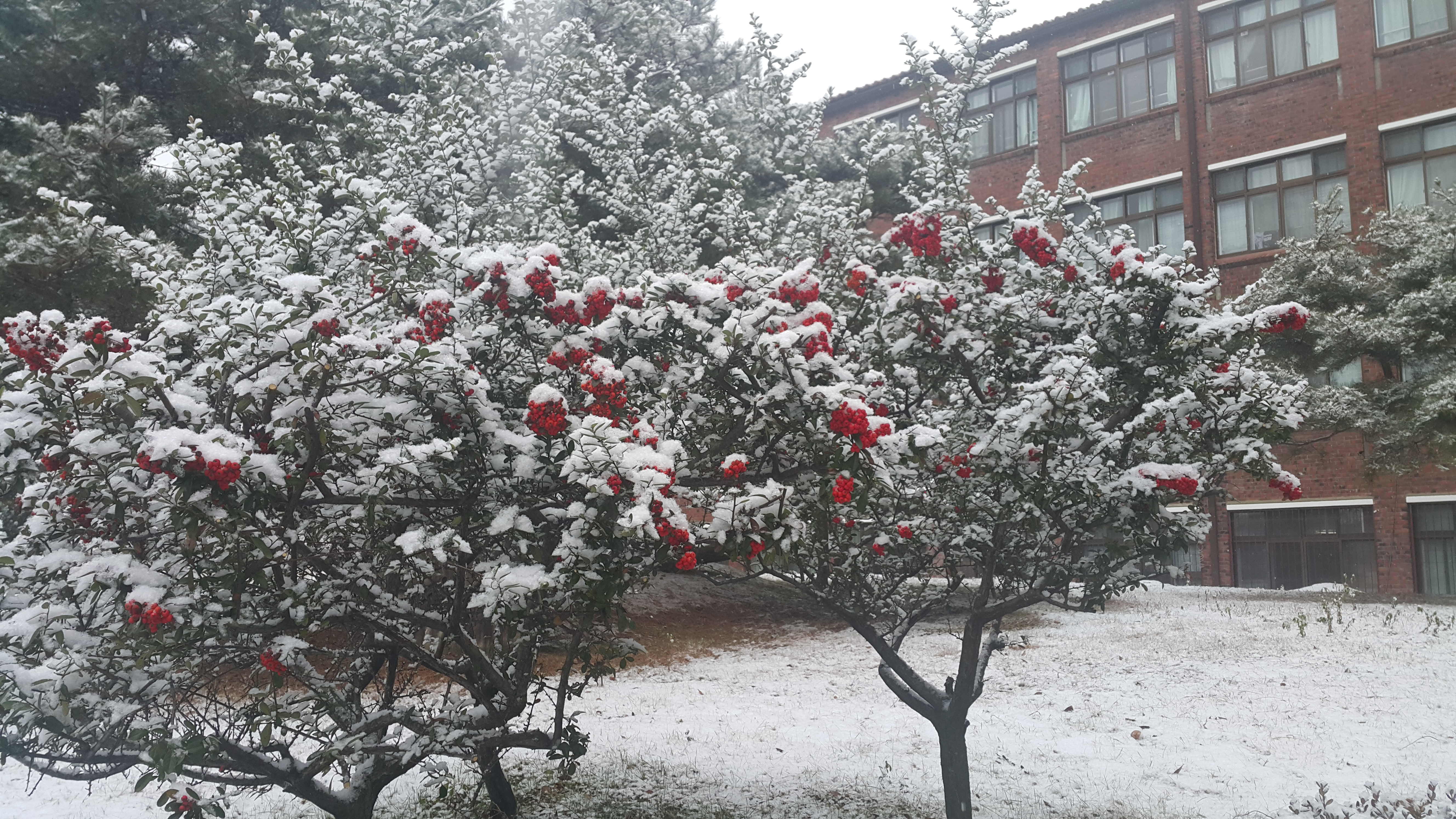

## 참고 자료
- 한일고등학교 - 한국교육학술정보원 학교알리미